# Ericka Yadira Cruz Escalante
Ericka Yadira Cruz Escalante nacida el 16 de noviembre de 1981 en Mérida, Yucatán se coronó como Nuestra Belleza México representó a su país en el concurso Miss Universo 2002, celebrado el 29 de mayo de 2002 en San Juan, Puerto Rico.

## Datos personales
Erika Cruz Escalante nació en Mérida, Yucatán el 16 de noviembre de 1981. Mide 1.78 m de estatura. Ha sido atleta y ha representado a su lugar de origen en diversas competencias deportivas y logró imponer un récord estatal de salto de longitud el cual había estado vigente por 20 años. En 1997 ganó una medalla de bronce en los juegos centroamericanos de El Salvador en las disciplinas de salto de longitud y 4 x 100. Sin embargo, abandonó temporalmente los deportes debido a una lesión en el tobillo. Cursó estudios profesionales en educación preescolar y entre sus ambiciones estaba el ser modelo de las pasarelas mundiales.

## Nuestra Belleza México
Después de ganar la fase estatal del certamen de belleza, Erika compitió contra 46 participantes de las demás entidades de la República Mexicana y logró la corona de Nuestra Belleza México 2001, por lo que tuvo que mudarse a México, D.F. a fin de prepararse para la competencia de Miss Universo con diversas disciplinas como: clases de expresión corporal, expresión verbal, oratoria, entrenamiento físico, inglés, historia, cultura, yoga, etiqueta, protocolo, maquillaje, peinado y pasarela.
Durante su reinado nacional, participó en eventos y actividades benéficas como Vocera de Olimpiadas Especiales en México y en la recaudación de fondos y seguir ofreciendo oportunidades de desarrollo de personas con discapacidad intelectual.

## Miss Universo
Ericka representó a México en el concurso Miss Universo 2002, celebrado el 29 de mayo de 2002 en San Juan, Puerto Rico, pero no quedó entre las finalistas.

## Después de Miss Universo
Terminó sus estudios profesionales y un tiempo después de la competencia contrajo matrimonio y actualmente imparte cursos de modelaje.

## Vida personal
Actualmente esta retirada de la vida pública se encuentra casada y tiene 2 hijos.

## En el 2010
Fue coronada Reina del Carnaval 2010 en Mérida.